# Mystery and Imagination
Mystery and Imagination è una serie televisiva antologica britannica trasmessa dal 1966 al 1970 sulla rete ITV e prodotta dalla ABC e (successivamente) dalla Thames Television.

## Panoramica
La serie comprendeva opere teatrali televisive basate sulle opere di autori famosi come Robert Louis Stevenson, Bram Stoker, Mary Shelley, M. R. James e Edgar Allan Poe. Le prime stagioni prodotte della ABC, tranne una, avevano come narratore David Buck nel ruolo di Richard Beckett, originariamente un personaggio del racconto "The Flying Dragon" di Sheridan Le Fanu. Beckett divenne il personaggio centrale della serie, interpretando i ruoli di vari personaggi di alcune delle storie originali. Le prime due stagioni, sebbene trasmesse in due periodi separati, furono registrate in un unico blocco di produzione. L'episodio senza Buck come protagonista ("The Open Door") vede Jack Hawkins come protagonista.
A differenza dei drammi della BBC del periodo, anche le riprese esterne in esterni furono registrate su videocassetta anziché su pellicola da 16 mm, dando un aspetto più coerente alla produzione. Solo la stagione 5 venne videoregistrata a colori.

## Episodi
| Stagione         | Episodi | Prima TV |
| ---------------- | ------- | -------- |
| Prima stagione   | 7       | 1966     |
| Seconda stagione | 5       | 1966     |
| Terza stagione   | 6       | 1968     |
| Quarta stagione  | 3       | 1968     |
| Quinta stagione  | 3       | 1970     |

## Stato e disponibilità in archivio
Degli episodi dell'era ABC, solo le versioni di "The Fall of the House of Usher" e "The Open Door" (prima stagione) sono sopravvissute. Non si sa se esistano altri episodi delle prime tre stagioni, sebbene siano sopravvissuti gli episodi prodotti dalla Thames (quarta e quinta stagione). Esiste anche una breve clip da "Casting the Runes" (terza stagione). Esistono anche registrazioni audio domestiche degli episodi altrimenti perduti "The Lost Stradivarius", "The Body Snatcher", "The Tractate Middoth", "Lost Hearts", "The Canterville Ghost" e "Room 13". Queste registrazioni sono state caricate su YouTube.
Il 5 luglio 2010, Network ha pubblicato tutti gli otto episodi rimanenti su un set di DVD a quattro dischi insieme alla clip sopravvissuta di "Casting the Runes". Kaleidoscope/TV Brain ha pubblicato in DVD alcune delle registrazioni audio fuori onda degli episodi mancanti insieme ad alcune registrazioni audio di alcuni degli episodi mancanti della serie televisiva Investigatore offresi.